# 张明泰 (1937年)
张明泰（1937年9月—），男，湖北沙市人，中华人民共和国政治人物，曾任长沙市人民政府市长，第八届全国人大代表。